# Pinus heldreichii
Pinus heldreichii eller ormskinnstall är en tallväxtart som beskrevs av Konrad Hermann Christ. Pinus heldreichii ingår i släktet tallar, och familjen tallväxter. Inga underarter finns listade i Catalogue of Life.
Arten förekommer med flera från varandra skilda populationer på Balkan från Bosnien och Hercegovina och sydvästra Bulgarien till norra Grekland. Den växer i bergstrakter mellan 800 och 2640 meter över havet. Pinus heldreichii hittas ofta på kalkstensklippor med lite jord. Den kan även växa på andra bergarter. I utbredningsområdet förekommer ibland frost.
Pinus heldreichii har i naturen en långsam utveckling och den kan bli 25 till 30 meter hög.
Denna tall används inte lika ofta inom skogsbruket som andra tallar. Där exemplar av Pinus nigra infördes kan hybrider uppstå. Hela populationen anses vara stabil. IUCN kategoriserar arten globalt som livskraftig.

## Bildgalleri

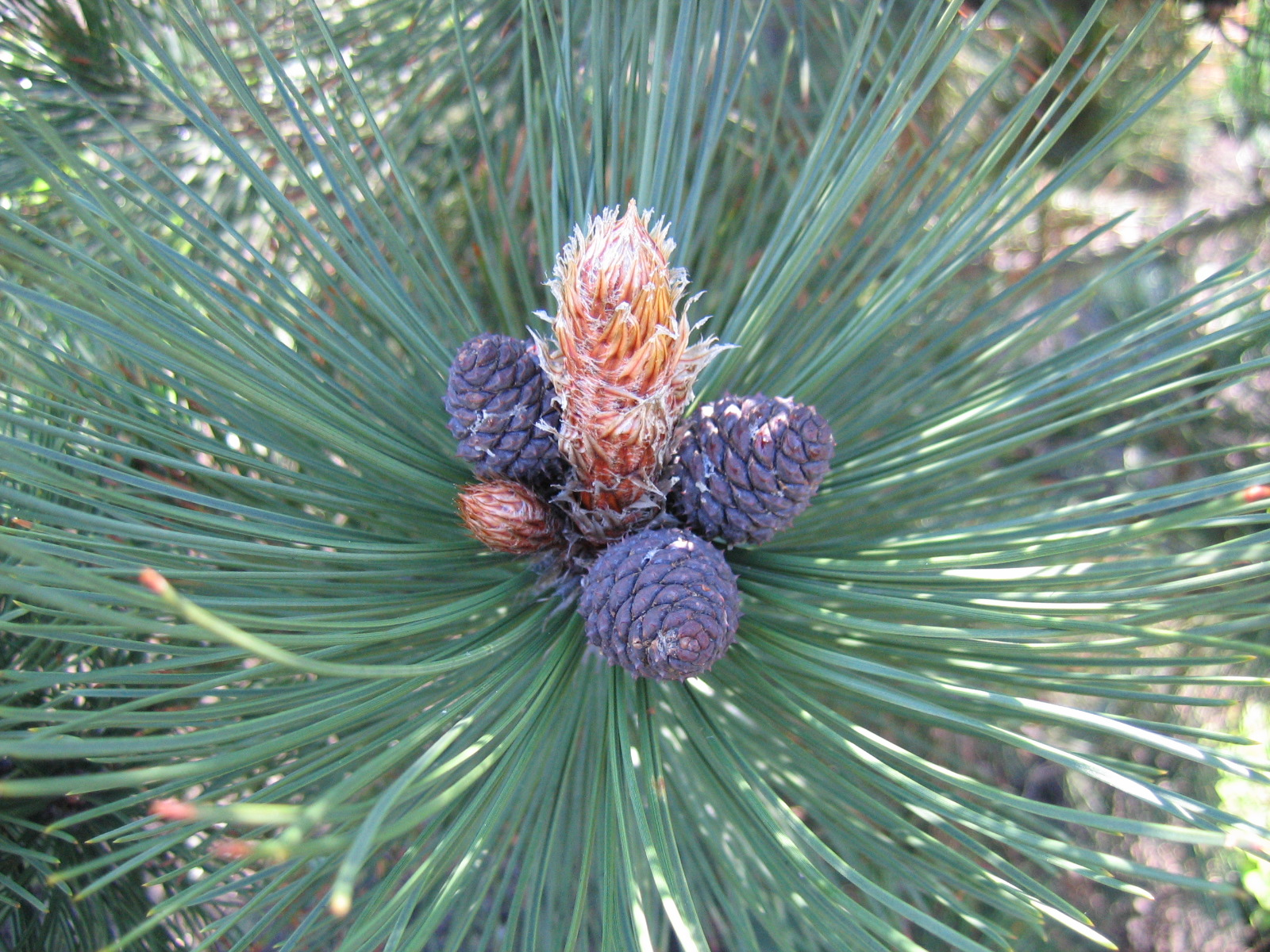
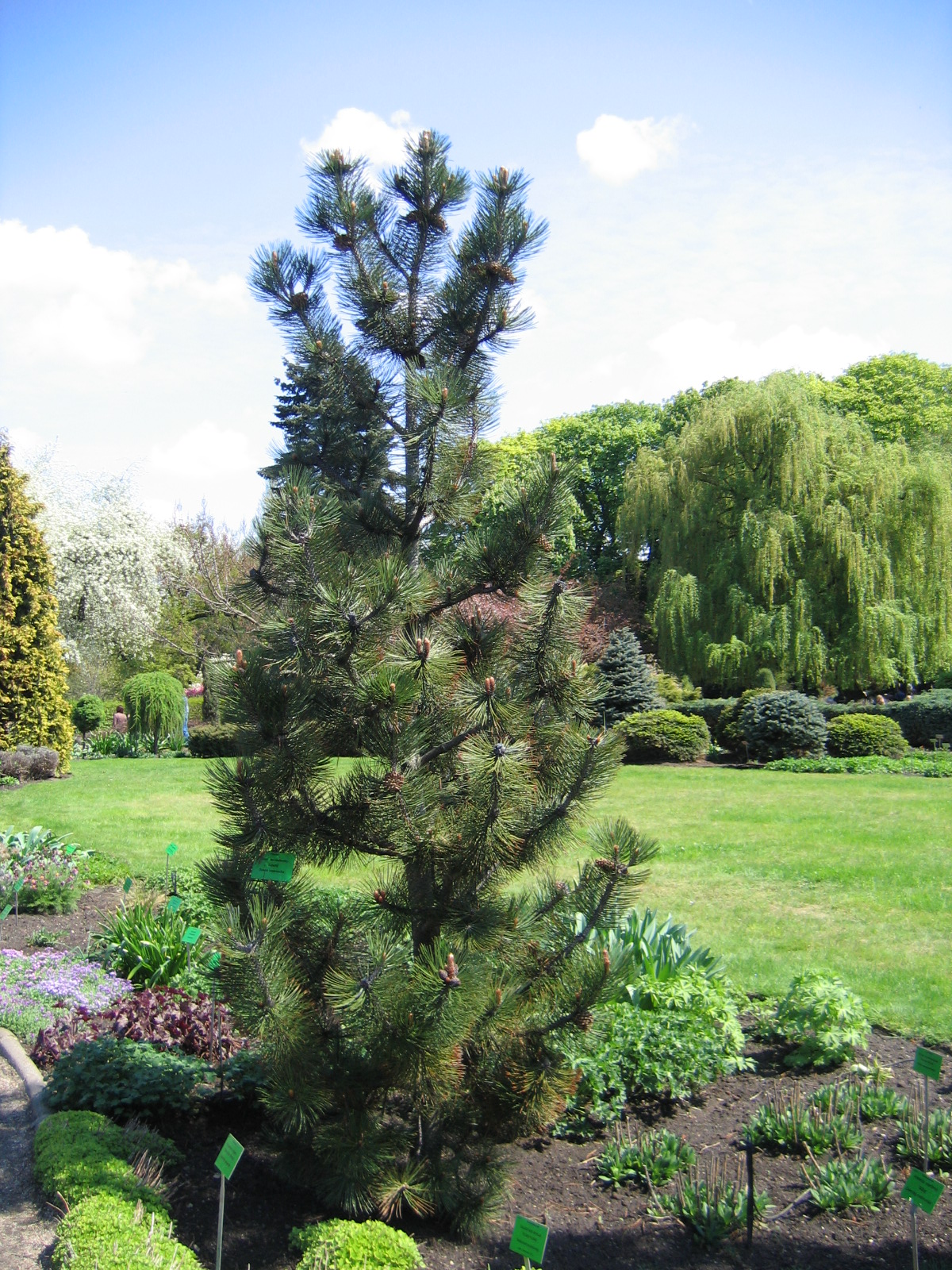
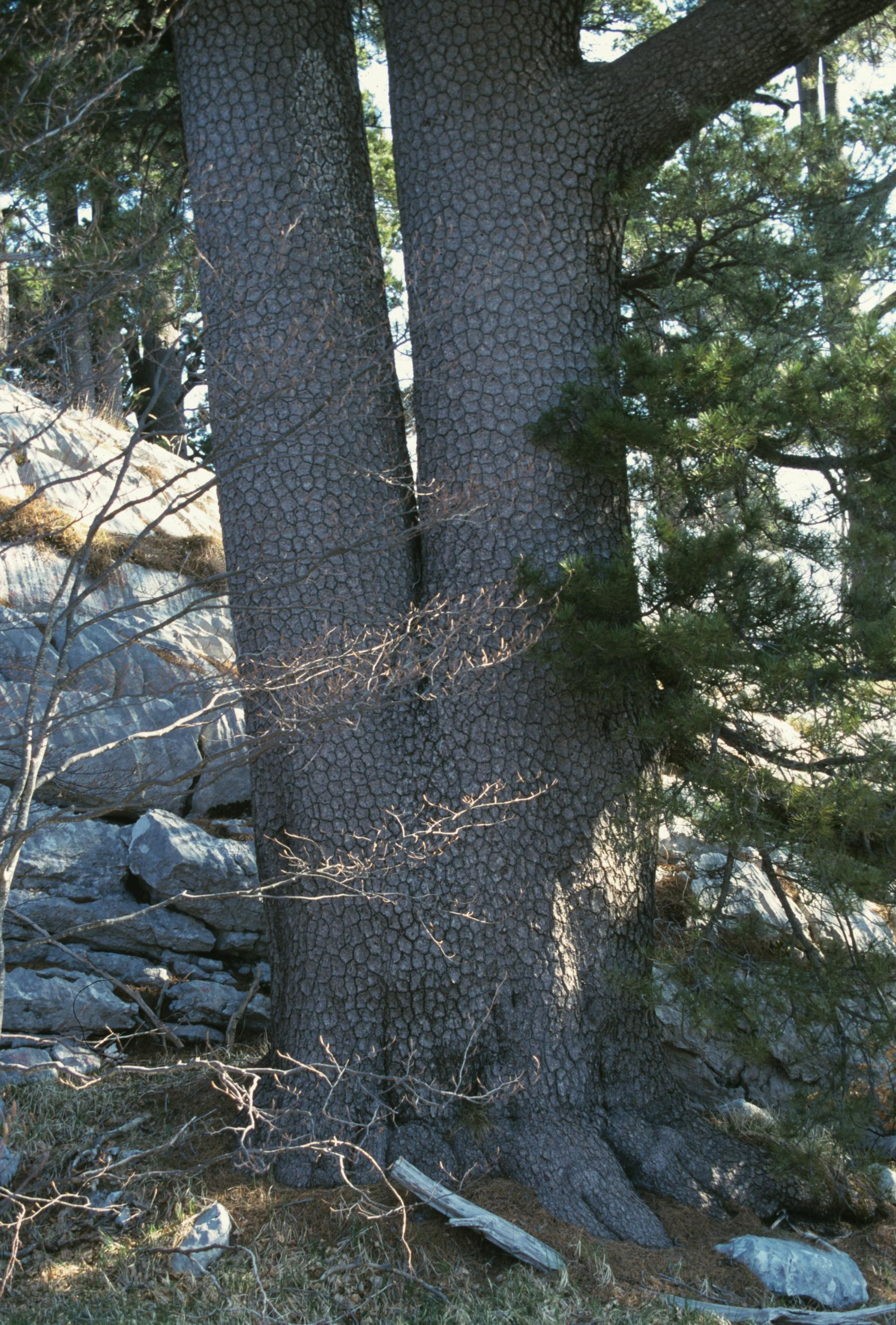
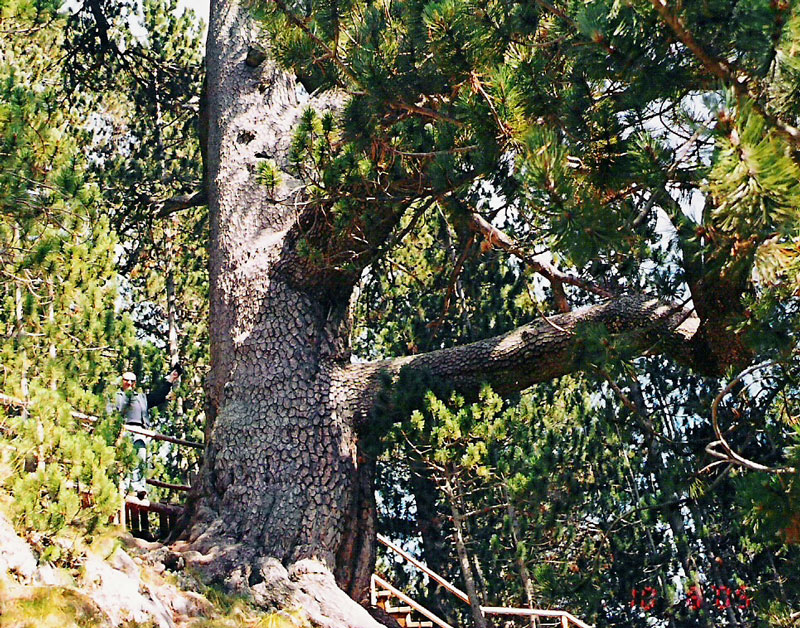
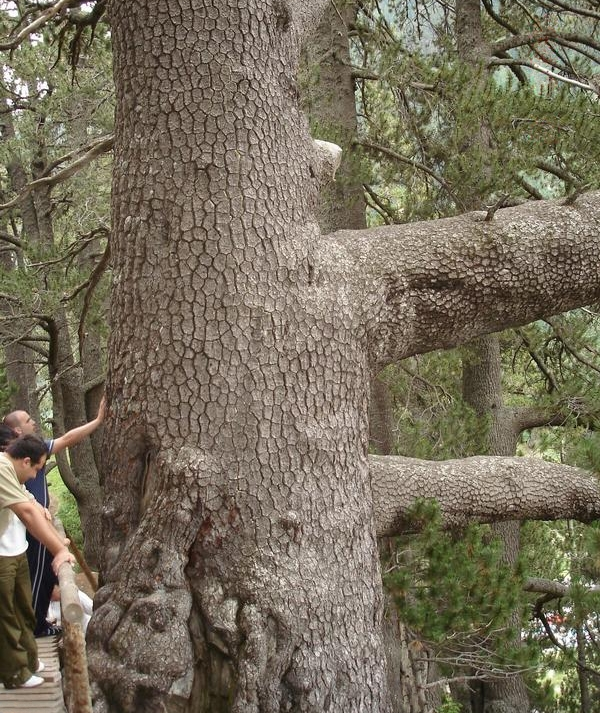
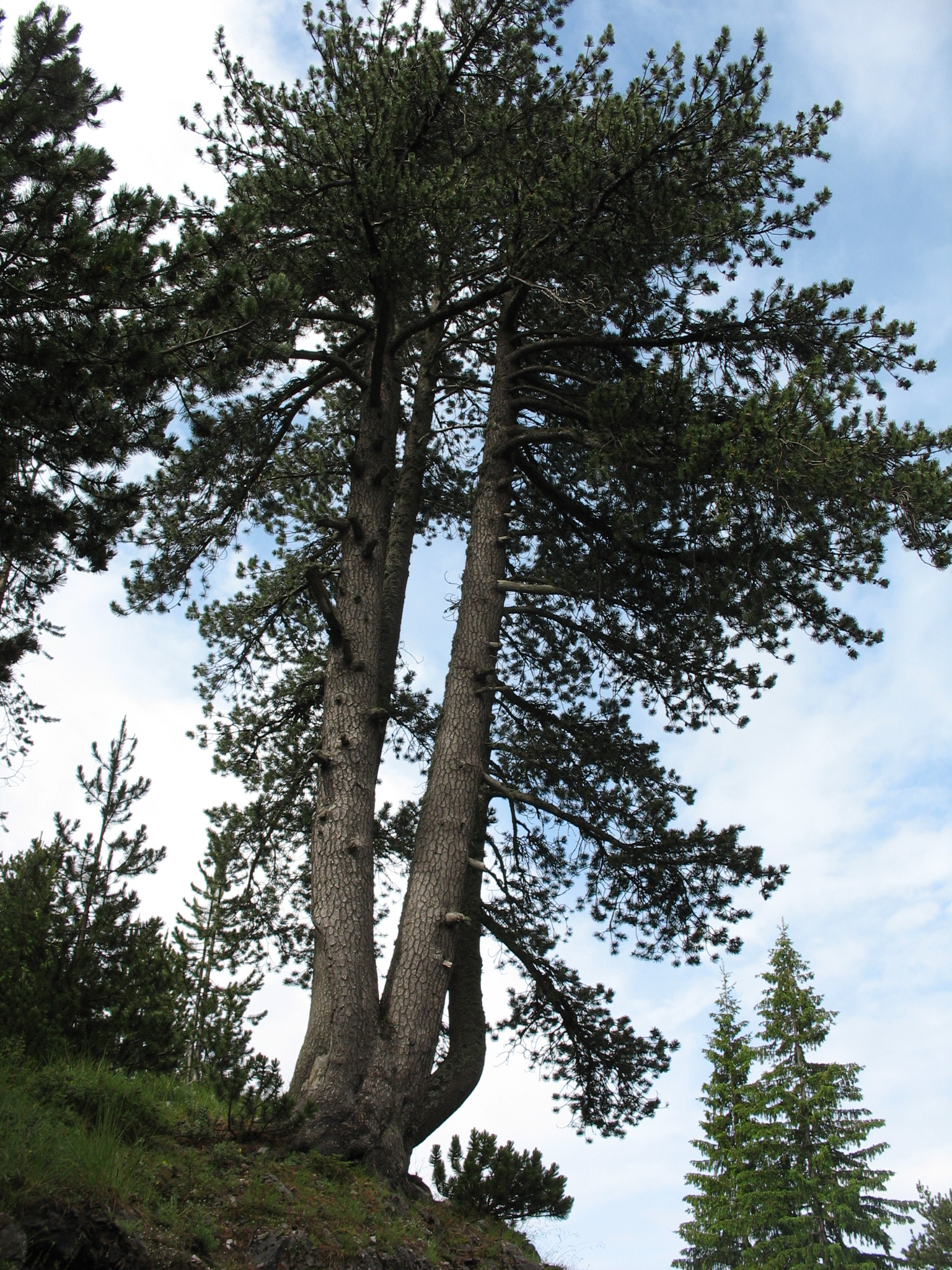